# Бон, Марсель
Марсель Бон (фр. Marcel Bon, 1925 — 2014) — французский ботаник и миколог.

## Биография
Марсель Бон родился в 1925 году.
Он пришёл к микологии через ботанику и фармакологию.
В 1987 году было опубликовано его произведение The Mushrooms and Toadstools of Britain and North Western Europe.

## Научная деятельность
Марсель Бон специализировался на микологии.

## Публикации
- Marcel Bon (1987). The Mushrooms and Toadstools of Britain and North Western Europe. Hodder and Stoughton. ISBN 0-340-39935-X[3].
- Les tricholomes de France et d'Europe occidentale, Bon. M, (1984) pub. Lechevalier (Paris).
- Fungorum Rariorum Icones Coloratae, Part 15 Corinarius, Bon. M, (1986) pub. Lubrecht & Cramer Ltd.
- Collins Pocket Guide; Mushrooms and Toadstools of Britain and North-Western Europe (Paperback), (2004) pub. HarperCollins Canada.